# Singur (film din 1972)
Singur (în poloneză Ten okrutny, nikczemny chłopak, în traducere „Băiatul ăla crud și răutăcios”) este un film psihologic⁠(d) polonez din 1972 regizat de Janusz Nasfeter⁠(d).

## Rezumat
Romek Dobosz, un băiat sensibil și timid, este copilul nedorit al unei femei singure. Mama lui nu-l iubește și nu-i pasă de el. Lăsat nesupravegheat zile întregi, Romek petrece mult timp singur și devine pasionat de astronomie. Într-o zi întâlnește un băiat inteligent și întreprinzător pe nume Janusz Majek, sub a cărui influență intră curând. Cei doi băieți petrec tot mai mult timp împreună, iar Janusz îl învață pe Romek să demonteze ștergătoarele de parbriz⁠(d) ale autoturismelor și îl convinge să le fure.
Prima tentativă de furt eșuează: cei doi băieți sunt prinși și ajung la tribunalul pentru minori, unde mama lui Janusz dă vina pe Romek. Chemată să depună mărturie la tribunal, mama lui Romek decide să profite de această ocazie pentru a-și plasa copilul într-un orfelinat. Romek așteaptă acolo în zadar o scrisoare de la mama lui și, în cele din urmă, decide să fugă de la orfelinat, dar în cursul acestei încercări își împușcă accidental pedagogul cu o pușcă de tir furată.

## Distribuție
- Roman Mosior⁠(d) — Romek Dobosz
- Piotr Szczerkowski — Janusz Majek
- Halina Kossobudzka⁠(d) — judecătoarea de la tribunalul pentru minori
- Małgorzata Leśniewska⁠(d) — Majkowa, mama lui Janusz
- Jolanta Bohdal⁠(d) — Krystyna Dobosz, mama lui Romek
- Zdzisław Leśniak⁠(d) — avocatul lui Romek
- Zdzisław Kuźniar⁠(d) — pedagogul de la orfelinat
- Henryk Gołębiewski⁠(d) — un băiat de la orfelinat (nemenționat)
- Bogdan Izdebski⁠(d) — Stasiek Biernacik (nemenționat)
- Janusz Łęski⁠(d) — regizorul (nemenționat)
- Krzysztof Sierocki — „gangsterul” (nemenționat)
- Witold Pyrkosz⁠(d) — milițianul (nemenționat)

## Producție
Singur a fost realizat de compania Zespół Filmowy Iluzjon⁠(d). Filmările au avut loc în anul 1972 în mai multe locuri din orașele Varșovia (cartierul Mokotów⁠(d) – în apropierea trambulinei de sărituri cu schiurile⁠(d) și al Palatului Królikarnia⁠(d), ul. Czerniowiecka) și Wrocław (Grădina Zoologică⁠(d) de pe ul. Wróblewskiego⁠(d) nr. 1-5, patinoarul de pe ul. Księcia Witolda nr. 25). Filmul a fost realizat pe peliculă alb-negru, cu o lungime de 2200 m, și are o durată de 75 de minute.

## Premii
Filmul a fost distins cu mai multe premii:
- Premiul Prim-Ministrului pentru creații pentru copii (1972);
- Premiul special al juriului în cadrul Lubuskie Lato Filmowe⁠(d) de la Łagów⁠(d) (1973) pentru „unitatea artistică a valorilor poetice și moral-educaționale”;
- Medalia de argint la Concursul de filme pentru copii de la Festivalul Internațional de Film de la Moscova (1973).[1]